# Comanche County (Kansas)
Comanche County ist ein County im Bundesstaat Kansas der Vereinigten Staaten. Das U.S. Census Bureau hat bei der Volkszählung 2020 eine Einwohnerzahl von 16.689 ermittelt.
Der Verwaltungssitz (County Seat) ist Coldwater. Das County gehört zu den Dry Countys, was bedeutet, dass der Verkauf von Alkohol eingeschränkt oder verboten ist.

## Geographie
Das County liegt im Süden von Kansas, grenzt an Oklahoma und hat eine Fläche von 2045 Quadratkilometern, wovon vier Quadratkilometer Wasserfläche sind. Es grenzt in Kansas im Uhrzeigersinn an folgende Countys: Kiowa County, Barber County und Clark County.

## Geschichte
Comanche County wurde am 26. Februar 1867 aus Teilen des Kiowa County gebildet. Benannt wurde es nach dem Indianervolk der Comanchen.
4 Bauwerke und Stätten des Countys sind im National Register of Historic Places eingetragen.

## Demografische Daten

Alterspyramide des Comanche County

Nach der Volkszählung im Jahr 2000 lebten 1967 Menschen in 872 Haushalten und 540 Familien im Comanche County. Die Bevölkerungsdichte betrug 1 Einwohner pro Quadratkilometer. Ethnisch betrachtet setzte sich die Bevölkerung zusammen aus 97,97 Prozent Weißen, 0,05 Prozent Afroamerikanern, 0,25 Prozent amerikanischen Ureinwohnern, 0,05 Prozent Asiaten, 0,20 Prozent Bewohnern aus dem pazifischen Inselraum und 0,61 Prozent aus anderen ethnischen Gruppen; 0,86 Prozent stammten von zwei oder mehr Ethnien ab. 1,78 Prozent der Bevölkerung waren spanischer oder lateinamerikanischer Abstammung.
Von den 872 Haushalten hatten 24,4 Prozent Kinder unter 18 Jahren, die mit ihnen gemeinsam lebten. 54,4 Prozent waren verheiratete, zusammenlebende Paare, 6,2 Prozent waren allein erziehende Mütter und 38,0 Prozent waren keine Familien. 35,9 Prozent aller Haushalte waren Singlehaushalte und in 21,2 Prozent lebten Menschen mit 65 Jahren oder darüber. Die Durchschnittshaushaltsgröße betrug 2,18 und die durchschnittliche Familiengröße betrug 2,81 Personen.
22,1 Prozent der Bevölkerung waren unter 18 Jahre alt. 4,5 Prozent zwischen 18 und 24 Jahre, 21,0 Prozent zwischen 25 und 44 Jahre, 26,5 Prozent zwischen 45 und 64 Jahre und 25,8 Prozent waren 65 Jahre alt oder älter. Das Durchschnittsalter betrug 47 Jahre. Auf 100 weibliche Personen kamen 93,6 männliche Personen. Auf 100 erwachsene Frauen ab 18 Jahren kamen 87,5 Männer.
Das jährliche Durchschnittseinkommen eines Haushalts betrug 29.415 USD, das Durchschnittseinkommen einer Familie betrug 36.790 USD. Männer hatten ein Durchschnittseinkommen von 24.844 USD, Frauen 18.221 USD. Das Prokopfeinkommen betrug 17.037 USD.
8,5 Prozent der Familien und 10,2 Prozent der Bevölkerung lebten unterhalb der Armutsgrenze.

## Orte im County
- Buttermilk
- Coldwater
- Protection
- Wilmore

Townships
- Avilla Township
- Coldwater Township
- Powell Township
- Protection Township